# افسون‌نشده
افسون‌نشده (انگلیسی: Disenchanted) فیلم کمدی رمانتیک فانتزی موزیکال آمریکایی محصول سال ۲۰۲۲ به کارگردانی آدام شنکمن و نویسندگی بریجیت هیلز است که بر اساس داستانی از ریچارد لاگراونیس و تیم نویسندگی جی. دیوید استم و دیوید ان. وایس ساخته شده‌است. این فیلم توسط والت دیزنی پیکچرز با همکاری جوزفسون انترتینمنت و رایت کوست پروداکشنز تولید شده‌است و دنباله فیلم افسون‌زده محصول ۲۰۰۷ است. ایمی آدامز، پاتریک دمپسی، جیمز مارسدن و ایدینا منزل نقش‌هایشان در فیلم نخست را تکرار می‌کنند و گابریلا بالداچینو جایگزین نقش ریچل کاوی (که در نقش شخصیتی متفاوت حضور افتخاری دارد) در فیلم نخست می‌شود. مایا رودولف، ایوت نیکول براون، جیما مایز، اسکار نونز و گریفین نیومن از بازیگران جدید فیلم هستند. آلن منکن و استفن شوارتز به عنوان ترانه‌سرایان فیلم بازگشته‌اند و منکن نیز آهنگساز موسیقی فیلم است. همچنین آدامز در کنار بری جوزفسون و بری ساننفلد یکی از تهیه‌کنندگان فیلم است.
مذاکرات برای ساخت دنبالهٔ افسون‌زده در اوایل سال ۲۰۱۰ آغاز شد، اما این پروژه برای چندین سال وارد برزخ توسعه شد. در سال ۲۰۱۷، اعلام شد که آدامز برای ایفای مجدد نقش خود قرارداد امضا کرده‌است و فیلمبرداری قرار بود تابستان همان سال آغاز شود، اما هرگز به نتیجه نرسید. این فیلم به‌طور رسمی در دسامبر ۲۰۲۰ معرفی شد. با بازیگران در بهار ۲۰۲۱ به پروژه پیوستند و فیلم‌برداری در ایرلند بین ماه مه و ژوئیه همان سال به طول انجامید.
افسون‌نشده در ۱۶ نوامبر ۲۰۲۲ در تئاتر ال کاپیتان لس آنجلس به نمایش درآمد و در ۱۸ نوامبر از طریق دیزنی پلاس در ایالات متحده اکران شد. بر خلاف فیلم قبلی، این فیلم نقدهای ضعیفی از سوی منتقدان داشت، اما نقش‌آفرینی آدامز مورد تحسین قرار گرفت.

## بازیگران
- ایمی آدامز در نقش جیزل فیلیپ: همسر رابرت و نامادری مورگان[۱]
- پاتریک دمپسی در نقش رابرت فیلیپ؛ شوهر ژیزل و پدر مورگان[۱]
- جیمز مارسدن در نقش شاه ادوارد: شوهر نانسی و پادشاه اندلاسی[۱][۲]
- ایدینا منزل در نقش نانسی ترمین: همسر ادوارد و ملکه آندلاسیا[۱][۲]
- مایا رودولف در نقش مالوینا مونرو[۱][۳]
- گابریلا بالداچینو در نقش مورگان فیلیپ: دختر نوجوان رابرت و دخترخوانده ژیزل.[۴] بالداچینو جایگزین ریچل کاوی در فیلم اول شد.
- ایوت نیکول براون در نقش روزلین[۱][۳]
- جیما مایز در نقش روبی[۱][۳]
- کلتون استوارت در نقش تایسون مونرو، پسر مالوینا[۱]
- اسکار نونز در نقش ادگار[۴][۵]
- گریفین نیومن در نقش صدای پیپ، دوست سنجاب ژیزل.[۶] برخلاف فیلم اول، پیپ می‌تواند هم در دنیای واقعی و هم در اندلاسی از طریق جادو صحبت کند. نیومن جایگزین جف بنت و کوین لیما در فیلم اول شد.

علاوه براین، ان هارادا، جیمز مونرو ایگلهارت و مایکل مک‌کوری رز همکارهای رابرت را به تصویر می‌کشند. دوقلوهای میلا و لارا جکسون نقش دختر تازه متولد شده رابرت و جیزل، سوفیا را بازی می‌کنند. آلن تودیک صداپیشهٔ طومار سخنگو است. ریچل کاوی که در فیلم نخست نقش مورگان را ایفا می‌کرد، در فیلم حضور افتخاری دارد.

## تولید

### توسعه
در فوریه ۲۰۱۰، ورایتی گزارش داد که والت دیزنی پیکچرز قصد دارد دنباله ای برای افسون‌زده (۲۰۰۷) بسازد. جسی نلسون برای نوشتن فیلمنامه و آن فلچر برای کارگردانی انتخاب شدند. دیزنی امیدوار بود که بازیگران فیلم اول بازگردند و فیلم در اوایل سال ۲۰۱۱ اکران شود.
در ۱۲ ژانویه ۲۰۱۱، آهنگساز آلن منکن در مصاحبه ای در مورد دنباله آن سؤال شد که او پاسخ داد: «من چیزهایی شنیده‌ام اما هنوز چیزی نیست. من چیز زیادی در مورد آنچه که با آن اتفاق می‌افتد نمی‌دانم. راستش را بخواهید، من نمی‌دانم استودیو بعداً می‌خواهد چه کار کند.» بعداً در همان سال، در ۲۸ مارس، از جیمز مارسدن، بازیگر نقش شاهزاده ادوارد در فیلم افسون‌شده، در مورد دنباله سؤال پرسیده شد و او گفت که «اگر قرار است دنباله‌ای از آن ساخته شود، جوان‌تر نمی‌شویم.»
تا ژوئیه ۲۰۱۴، دیزنی فیلمنامه‌نویسان جی. دیوید استم و دیوید ان. وایس را برای نوشتن فیلمنامه و نیز فلچر را برای کارگردانی فیلم استخدام کرد. در اکتبر ۲۰۱۶، هالیوود ریپورتر اعلام کرد که آدام شنکمن، که دوست خوب فلچر است، وارد مذاکره برای کارگردانی دنباله با عنوان افسون‌نشده شده‌است. همچنین اعلام شد که ایمی آدامز دوباره نقش خود را بازی خواهد کرد و فیلمبرداری قرار بود در تابستان ۲۰۱۷ آغاز شود. در ژانویه ۲۰۱۸، شنکمن گفت که فیلمنامه دنباله در عرض چند هفته به پایان می‌رسد و قدم بعدی نوشتن موسیقی است. او همچنین ادامه داد که در این فیلم ترانه‌های بیشتری نسبت به نسخه اصلی خواهد داشت اما به همان میزان انیمیشن خواهد بود.
در ۲۱ می ۲۰۱۹، منکن گفت که تا آن زمان دیزنی چراغ سبز نشان نداده‌است، زیرا نویسندگان هنوز «در تلاش برای درست کردن فیلمنامه بودند.» در ۲۸ فوریه ۲۰۲۰، شوارتز گفت که جلساتی دربارهٔ این فیلم در لندن برگزار شده‌است و اعلام کرد که شنکمن یکی از نویسندگان فیلم خواهد بود. در دسامبر ۲۰۲۰، در روز سرمایه‌گذار دیزنی، شان بیلی، رئیس بخش تولید استودیو دیزنی، رسماً دنباله را اعلام کرد. بر اساس گزارش‌ها، این وظیفهٔ بریجیت هیلز—آخرین نویسنده این پروژه—بود که پس از ۱۴ سال چراغ سبز دنباله را دریافت کرد.

### پیش تولید
در ژانویه ۲۰۲۱، پاتریک دمپسی به صبح بخیر آمریکا گفت که برنامه‌هایی برای شروع تولید در بهار همان سال وجود دارد.

### انتخاب بازیگران
در مراسم روز سرمایه‌گذار دیزنی، اعلام شد که ایمی آدامز در نقش جیزل بازخواهد گشت. دمپسی این خبر را در اوایل ژانویه ۲۰۲۱ طی مصاحبه‌ای در صبح بخیر آمریکا تأیید کرد. (در مصاحبه ای با ورایتی در اواخر آوریل، دمپسی همچنین گفت که در فیلم آواز خواهد خواند. در مارس ۲۰۲۱، آهنگساز آلن منکن تأیید کرد که جیمز مارسدن و ایدینا منزل نیز به ترتیب در نقش شاهزاده ادوارد و نانسی ترمین باز خواهند گشت.
در آوریل ۲۰۲۱، مایا رودولف، ایوت نیکول براون و جیما مایز به عنوان شخصیت‌های جدید به بازیگران پیوستند. طبق گزارش‌ها، رودولف قرار است نقش آنتاگونیست اصلی را در قسمت دوم بازی کند، در حالی که براون و مایز به‌طور بالقوه نقش شخصیت‌های شرور را نیز بازی می‌کنند.
در ۱۷ مه ۲۰۲۱، دیزنی از طریق توییتر اعلام کرد که گابریلا بالداچینو در نقش مورگان فیلیپ ایفای نقش خواهد کرد و بازیگران جدید کلتون استوارت و اسکار نونز نیز به آنها خواهند پیوست. بالداچینو جایگزین ریچل کاوی، بازیگر نقش مورگان در فیلم اول شد.

### فیلمبرداری
پیش از این انتظار می‌رفت که تصویربرداری اصلی در ۳ می ۲۰۲۱ در لس آنجلس، کالیفرنیا آغاز شود. این فیلم تا حدودی در انیسکری فیلمبرداری شد و سایر مکان‌های مورد انتظار شامل ویکلو و دوبلین هستند. در ۶ می ۲۰۲۱، آدامز در اینستاگرام تأیید کرد که برای شروع فیلمبرداری وارد ایرلند شده‌است. فیلمبرداری به‌طور رسمی در ۱۷ مه ۲۰۲۱ آغاز شد. در ۸ ژوئیه ۲۰۲۱، جیمز مارسدن و آیدینا منزل وارد دوبلین، ایرلند شدند تا به ترتیب نقش پرنس ادوارد و نانسی ترمین را بازی کنند. فیلمبرداری در ایرلند در ۲۲ ژوئیه ۲۰۲۱ به پایان رسید.
تا ۲۸ مارس ۲۰۲۲، به دلیل استقبال متفاوت در تستی آزمایشی برای سنجش استقبال مخاطبان، فیلمبرداری مجدد در باکینگهام‌شر، انگلستان در جریان بود. فیلمبرداری مجدد نیز در شهر نیویورک صورت گرفت که در آوریل به پایان رسید.

### جلوه‌های بصری و انیمیشن
در ۳ دسامبر ۲۰۲۱، اعلام شد که استودیوی انیمیشن کانادایی تانیک دی‌ان‌ای در حال کار بر روی انیمیشن فیلم است. شرکت مووینگ پیکچر جلوه‌های بصری فیلم را ساخت.
در مارس ۲۰۱۸، کارگردان آدام شنکمن اعلام کرد که آلن منکن و استفان شوارتز از اولین فیلم برای نوشتن ترانه‌هایی برای دنباله آن بازخواهند گشت. در آوریل ۲۰۲۰، منکن گفت که او و شوارتز در حال نوشتن ترانه‌های فیلم هستند.
پاتریک دمپسی در مصاحبه ای با ورایتی در اواخر آوریل ۲۰۲۱ اعلام کرد که برای فیلم ترانه خواهد خواند. در می ۲۰۲۱، شوارتز گفت که این فیلم هفت ترانه خواهد داشت، از جمله دو ترانه برای نانسی که منزل آن را اجرا می‌کند و در فیلم اول کوتاه شد.
مصاحبه ای با اینترتینمنت ویکلی نشان داد که یکی از ترانه‌هایی که جیزل می‌خواهد، «زندگی پریانی» و یکی از ترانه‌های نانسی «قدرت عشق» نام خواهد داشت. در ۱۶ نوامبر ۲۰۲۲، منزل اعلام کرد که ترانه دوم به صورت تک آهنگ روز بعد منتشر خواهد شد.
در جریان «شب دیزنی+» در رقص با ستارگان، تایرا بنکس مجری برنامه اعلام کرد که موسیقی متن فیلم در ۱۸ نوامبر ۲۰۲۲ منتشر خواهد شد.

## بازاریابی
در ۱۲ نوامبر ۲۰۲۱ که روز دیزنی پلاس بود، لوگوی فیلم منتشر شد. در ۱۷ می ۲۰۲۲، اولین نگاه فیلم با حضور جیزل و مالونا به نمایش درآمد. در ۹ سپتامبر ۲۰۲۲، در نمایشگاه D23، یک تیزر تریلر رونمایی شد. تریلر رسمی در ۱ نوامبر ۲۰۲۲ منتشر شد.

## انتشار
افسون‌نشده در ابتدا قرار بود در ۲۴ نوامبر ۲۰۲۲ به‌طور انحصاری از طریق دیزنی پلاس نمایش داده شود که مصادف با روز شکرگزاری بود. در ۱۸ اکتبر ۲۰۲۲، اعلام شد که انتشار شش روز به عقب کشیده می‌شود و در ۱۸ نوامبر منتشر می‌شود، اگرچه تاریخ انتشار اصلی در ۲۴ نوامبر در برخی مناطق حفظ می‌شود.

## بازخورد منتقدان
در وبگاه جمع‌آوری نقد راتن تومیتوز، ٪۳۹ از ۸۴ بررسی منتقدان مثبت است و میانگینِ امتیاز آن ۵٫۴/۱۰ است. اجماع این وبگاه چنین می‌نویسد: «به رغم آنکه ایمی آدامز به اندازهٔ همیشه جذاب است، افسون‌نشده  فاقد جادویی است که سلف خود را به یک کلاسیک داستان پریانی مدرن تبدیل کرده‌است.» این فیلم در متاکریتیک که از میانگین وزنی استفاده می‌کند، بر اساس نظر ۲۸ منتقدین امتیاز ۵۰ از ۱۰۰ را کسب کرده که نشان‌گر «نقدهای مختلط یا متوسط» است.